# Jacopo Franchini
Jacopo o Giacomo Franchini (Siena, 1665 – 1741) è stato un architetto e scultore italiano, esponente del tardo barocco senese.
Alcune fonti riportano come data di morte il 1736.

## Biografia
Figlio del capomastro muratore senese Nicolò Franchini, fu attivo principalmente a Siena. Si formò a Roma con Carlo Fontana e fu legato alla scuola del Borromini, al quale sempre si ispirò, tanto che i suoi detrattori lo criticavano poiché «infetto della peste borrominesca». Fu ricordato anche per la sua attività di stuccatore.
Tra le sue principali opere architettoniche si ricordano l'oratorio di Sant'Antonio da Padova (1682-1685), su progetto del padre; la cappella della Villa di Catignano (1697); il palazzo Bichi Ruspoli; la ricostruzione del convento delle Trafisse (1704-1711); e il rifacimento della facciata della Madonna del Rosario (1722-1725). Tra i suoi lavori di scultore, pregevoli sono le statue in stucco raffiguranti san Vincenzo Ferreri, il beato Colombini, santa Caterina, san Bernardino, beato Alberto da Colle e il beato Sansedoni, all'interno della chiesa di San Gaetano di Thiene.
Fu maestro di Niccolò Nasoni ed ebbe un figlio, Niccolò, che fu pittore e restauratore.